# Associazione giochi antichi
Associazione Giochi Antichi (AGA) nasce a Verona nel 2002 da un gruppo di appassionati giocatori di S-ciànco (Lippa, in italiano) per studiare, salvaguardare, diffondere e valorizzare il gioco e sport tradizionale in Italia e nel mondo. Secondo la filosofia di pensiero dell'associazione, il gioco tradizionale è espressione della cultura di una comunità e rappresenta un patrimonio immateriale da salvaguardare, in linea con quanto dichiarato dalla Convenzione UNESCO ICH del 2003. Dalla sua nascita, l'associazione si è impegnata su vari fronti, tra tutti: la ricerca di comunità ludiche tradizionali di gioco e sport tradizionale, il Campionato Veronese di S-ciànco e l'organizzazione di iniziative culturali come il Tocatì, Festival Internazionale dei Giochi in Strada, che dal 2003 si svolge nella città di Verona e che da dicembre 2022 è l'azione principale di un programma permanente e multinazionale riconosciuto Buona Pratica UNESCO ICH.

## Casa Colombare
Associazione Giochi Antichi (AGA) offre alla città di Verona un centro di salvaguardia nel parco cittadino delle Colombare. Casa Colombare, questo il nome, ospita un centro di documentazione sul gioco e sport tradizionale con volumi consultabili sul mondo del gioco tradizionale e del patrimonio culturale immateriale ad esso collegato con materiale bibliografico, audiovisivo, fotografico e con la presenza di una collezione di giochi tradizionali. Casa Colombare, un tempo casa del guardiano del parco, è stata completamente ristrutturata dall'associazione con criteri di bioarchitettura, nel rispetto del parco e dell'ambiente, riuscendo a valorizzare uno spazio urbano ormai dimenticato. Il Centro di documentazione è nato in modo spontaneo, seguendo i principi dell'associazione per la ricerca ed il sostenimento dei giochi e sport tradizionali e delle culture ludiche delle tradizioni del territorio italiano. Attualmente (luglio 2023) Casa Colombare è in corso di ristrutturazione e ampliamento, in vista della primavera 2024 quando verrà inaugurato il primo Parco dei Giochi e Sport Tradizionali Italiani a cura di AGA.

## Il manifesto
Associazione Giochi Antichi opera seguendo un manifesto, redatto nel 2008, che delinea le caratteristiche imprescindibili di una comunità ludica tradizionale e delle sue attività:
- la comunità ludica tradizionale, attraverso il gioco mantiene in vita la memoria storica, le peculiarità ambientali e la creatività sociale del loro territorio. Criteri di selezione che definiscono una Comunità Ludica Tradizionale:
- il legame con il territorio, le comunità di gioco sono particolari proprio perché legate alla storia e alle condizioni di un territorio. Questo legame ha un fondamento sociale, storico, ambientale;
- l'artigianalità, i giochi tradizionali conservano saperi, eredità artigiane non scritte proprie del territorio e sono replicabili in qualsiasi tempo e spazio, il terreno di gioco è luogo di scambio sociale quotidiano e condiviso;
- il gioco giocato, l’azione ludica delle comunità deve essere fatta in maniera ricorrente nel proprio territorio d’appartenenza, non necessariamente vincolata a specifiche manifestazioni. Non deve essere un’azione sportiva o di maniera ma una pratica ludica di tradizione che si rinnova nei contesti contemporanei, in tal senso non sono da considerarsi comunità ludiche coloro che svolgono rievocazioni storico-folkloristiche o semplici attività didattiche o di animazione, sebbene considerate valido strumento di emersione del gioco tradizionale;
- il rischio d'estinzione, il gioco tradizionale va salvaguardato in quanto corre il rischio di essere dimenticato;
- l'appartenenza alla comunità ludica, il gioco tradizionale lavora sul concetto di territorio. È possibile includere comunità ludiche dei migranti, portatrici di culture differenti;
- il non legame commerciale, le comunità ludiche non devono avere fini di lucro. I rapporti con privati e aziende non devono prevalere nelle varie iniziative delle comunità. Non è possibile utilizzare gioco, giocatori e spazi per veicolare attività e progetti commerciali;
- i giocatori, la comunità ludica deve essere per la quasi totalità composta da giocatori e giocatrici praticanti;
- la qualità ludica, perché il gioco tradizionale è una sfida intellettuale che obbliga a giocare con tutti i sensi e con la testa per valutare la complessità, la tipicità, la storia.

## Attività
Associazione Giochi Antichi (AGA) non si occupa solamente del gioco tradizionale, ma è impegnata su diversi fronti. Oltre agli eventi, che promuovono la salvaguardia del gioco tradizionale coinvolgendo le persone in modo diretto ed attivo, l'associazione si occupa di organizzare incontri e conferenze per sensibilizzare il pubblico attraverso incontri culturali coinvolgendo relatori, autori e studiosi che si esprimano sul gioco. Inoltre, vengono organizzate esposizioni che richiamano il gioco tradizionale e le diverse culture ludiche del territorio, per potersi così rivolgere anche a coloro che sono più interessati all'aspetto artistico ed architettonico. Alcuni importanti progetti come il GeCA - Geoportale della Cultura Alimentare, promosso dall'ICPI - Istituto Centrale Patrimonio Immateriale del MiC - Ministero della Cultura, hanno impegnato l'associazione in un viaggio nel territorio italiano alla scoperta di nuove tradizioni ludiche tradizionali legate al mondo del cibo tradizionale.

## Eventi
Associazione Giochi Antichi (AGA) si occupa in modo particolare di tre importanti eventi:
- Tocatì, Festival internazionale dei giochi in strada, che si svolge annualmente, ogni terzo fine settimana del mese di settembre, ed ospita ogni anno un paese straniero diverso;
- Campionato di S-ciànco Lippa, dove numerose squadre ogni anno, tra marzo e maggio, si sfidano cambiando piazza ogni domenica;
- Torneo di S-ciànco "Città di Verona", che si svolge ogni ottobre in Cortile Mercato Vecchio a Verona.

## Fonti
associazionegiochiantichi.it